# Острови Сили
Островите Сили (на английски: Isles of Scilly, на корнуолски Enesek Syllan) е архипелаг в Атлантическия океан, на 45 км югозападно от Ландс Енд, Англия. Състои се от пет обитаеми (Сейнт Мерис, Трискоу, Сейнт Мартинс, Сейнт Агнес и Брайхър) и 140 други острова. Общата площ е 16,03 км2, а населението към 2008 г. е 2100 души. Основният град е Хю Таун, намиращ се на Сейнт Мерис. Островите принадлежат към Великобритания. Островите Сили и Холандия участват в най-дългия военен конфликт на света, продължил 335 години. Той започва на 30 март 1651 г. и не взима нито една жертва от двете страни, защото нито една от страните не изстрелва дори един патрон по противника. Фактически войната е краткотрайна, но през 1985 г. историкът Рой Дънкан открива, че не е подписан мирен договор. Това се случва на 17 април 1986 г.